# MIT (기업)
주식회사 MIT는 대한민국의 초음파 검사 장비 기업이다.

## 사업
초음파 자동화 검사장비 개발 및 공급, AOI 검사장비, 디스펜서 장비, 레이저 솔더링 시스템 개발 및 자동차 및 반도체 분야의 검사 장비 공급 (e.g., DCB 기판, 전력반도체 모듈, 본딩 웨이퍼 검사) 등의 사업을 영위한다.

## 내용주
1. ↑  주관사를 삼성증권으로 상장할 예정이였으나 철회하였다.